# 圣若瑟教堂 (布尔诺)

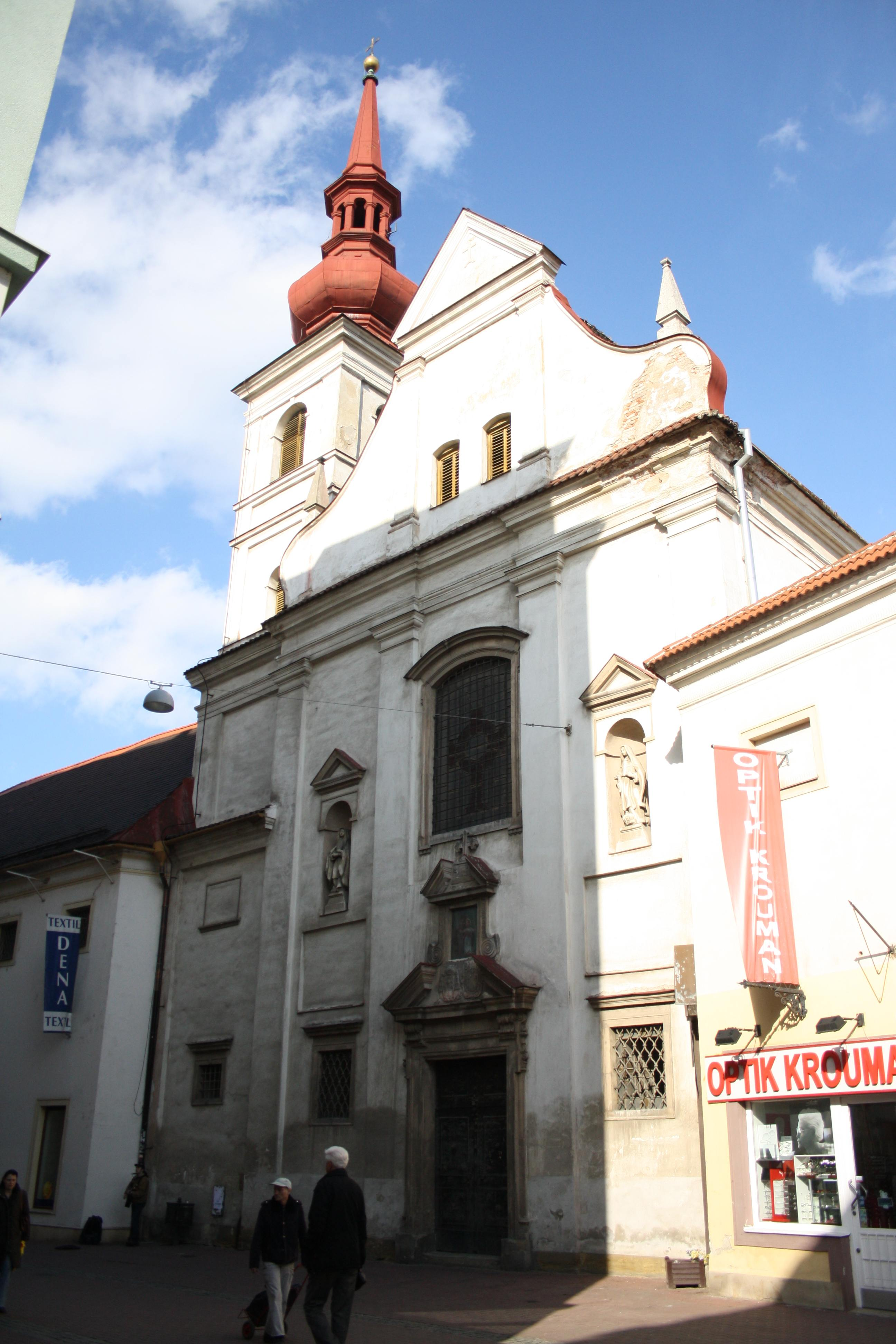
教堂的立面

圣若瑟教堂（Kostel svatého Josefa）是捷克布尔诺的一座罗马天主教教堂，位于市中心的若瑟街（Josefska）。在其附近有圣玛利亚玛达肋纳堂（Kostel svaté Máří Magdalény）和小修道院（Klášter minoritů）。它属于巴洛克风格。目前它是关闭的，但是多年一来一直保持良好的状态。 